# Akwasi Frimpong
Akwasi Frimpong (Kumasi, 11 de febrero de 1986) es un deportista holandés-ghanés que ha competido en carreras de velocidad, bobsleigh y skeleton. Se convirtió en el primer atleta de su país en representar a Ghana en skeleton.

## Biografía
Frimpong nació en Ghana y a los 8 años se mudó a los Países Bajos para vivir con su madre, Esther Amoako, una cantante de góspel. En Holanda se convirtió en campeón de los 200 metros sprints 200 en categoría juvenil. Una lesión le impidió participar como velocista en los Juegos Olímpicos de Londres 2012. En 2013, se graduó en marketing con especialización en gestión empresarial en la Universidad del Valle de Utah Valley.
Fue suplente del equipo holandés de bobsleigh en los Juegos Olímpicos de Sochi 2014. Frimpong se clasificó para los Juegos Olímpicos de Pieonchang 2018 en skeleton por Ghana, al obtener una invitación casi automática gracias a la representación continental, ya que era el único atleta masculino que representaba al continente africano. Se convirtió así en el primer atleta ghanés de skeleton, el segundo deportista olímpico de invierno de Ghana y en el primer atleta masculino negro de skeleton en la historia olímpica. En los Juegos Olímpicos de Pieonchang 2018, acabó en la 30.ª plaza con un tiempo acumulado en las 3 carreras que disputó de 2:42.12.
El 29 de febrero de 2020, Akwasi Frimpong se convirtió en el primer atleta africano en ganar una carrera de skeleton de élite autorizada por la Federación de Bobsleigh y Skeleton de Estados Unidos en Park City, Utah.